# Estación de autobuses de Huelva
La estación de autobuses de Huelva está situada en el municipio español de Huelva, en la provincia homónima, comunidad autónoma de Andalucía. Fue inaugurada en 1993. Las instalaciones también son conocidas como la estación de autobuses «Puerta del Atlántico». 
Este edificio multifuncional constituye la principal estación de autobuses de toda la provincia de Huelva. La estación acoge todas las conexiones posibles con los municipios de la provincia, pero también dispone de conexiones a nivel regional. Las instalaciones se encuentran a 2 kilómetros de la estación de ferrocarril y en frente de la estación de autobuses urbanos EMTUSA. La mayoría de autobuses de la estación están operados por la empresa de transporte "Damas".

## Historia
A lo largo del siglo XX la ciudad de Huelva dispuso de varias estaciones de autobús. A comienzos de la década de 1990 se proyectó un nuevo recinto con el fin de sustituir al que se encontraba situado en la calle Zafra. Las instalaciones fueron inauguradas en julio de 1993 y se encontraban situadas en los terrenos que antaño había ocupado la estación de Zafra, terminal de la línea Zafra-Huelva.
El 16 de septiembre de 2021 la Junta de Andalucía anunció que la estación de autobuses de la capital iba a denominarse Puerta del Atlántico. Hasta entonces, se había llamado Estación de Autobuses de Huelva. Este nombre fue fruto de una encuesta popular online que se hizo a los onubenses.

## La estación
La estación se configura en 2 niveles. En la planta baja, alrededor del hall, están situados todos los servicios de atención al viajero, mientras en planta alta se ubican las oficinas de las compañías de transporte y la zona de vestuarios y descanso de personal. 
El hall de viajeros mantiene una continuidad formal con la zona de andenes, en torno a la cual giran los autobuses, evitando el cruce con las circulaciones peatonales. El desarrollo de las dársenas alrededor de un gran patio circular permite la yuxtaposición entre el jardín y los autobuses, entendiendo esta proximidad como uno de los mayores atractivos del proyecto. El edificio tiene una superficie total de 4.739 m².

## Líneas
En la estación operan varias empresas de autobuses, siendo la principal, DAMAS S.A. En la provincia de Huelva da servicio a toda la Costa y Sierra de Huelva. También presta servicio a las provincias andaluzas de Sevilla, Córdoba y Málaga. Fuera de Andalucía, tiene destinos en las regiones españolas de Madrid y Extremadura.
Internacionalmente, tiene servicios con Portugal (destinos como Faro, Lisboa y Oporto) o Rumanía (Bucarest).
Líneas del Consorcio de Transportes Metropolitano de la Costa de Huelva
El Consorcio de Transportes Metropolitano de la Costa de Huelva fue constituido el 12 de noviembre de 2010. La Junta de Andalucía convirtió este lugar en la principal estación de transporte metropolitano de la provincia. Las líneas del Consorcio que emplean esta infraestructura son:
| ID    | Destino                                              | ID    | Destino                                    |
| ----- | ---------------------------------------------------- | ----- | ------------------------------------------ |
| M-100 | Gibraleón                                            | M-300 | Bellavista - Aljaraque                     |
| M-101 | Trigueros - Beas                                     | M-301 | Aljaraque - Punta Umbría                   |
| M-102 | La Alquería - Centro Penintenciario                  | M-302 | Punta Umbría                               |
| M-103 | Hospitales                                           | M-304 | Gibraleón - Ayamonte                       |
| M-130 | San Juan Del Puerto                                  | M-305 | Corrales - Isla Cristina                   |
| M-200 | Alosno - Villanueva De Las Cruces                    | M-306 | Corrales - La Redondela - Isla Cristina    |
| M-201 | Villanueva De Los Castillejos - Paymogo              | M-306 | Corrales - La Redondela - Isla Cristina    |
| M-202 | Villanueva De Los Castillejos - Sanlúcar de Guadiana | M-307 | La Bota - El Portil - El Rompido - Cartaya |
| M-203 | Tharsis - El Rosal                                   | M-308 | La Redondela - Isla Cristina               |
| M-204 | Higuera - Aracena                                    | M-309 | La Antilla - Isla Cristina                 |
| M-205 | Nerva                                                | M-310 | Isla Cristina - Ayamonte                   |
| M-206 | Valverde del Camino                                  | M-311 | Cartaya - Punta Umbría                     |
| M-207 | Cortegana - Aroche                                   | M-312 | Ayamonte - Punta del Moral                 |
| M-208 | Encinasola                                           | M-313 | Lepe - La Antilla                          |
| M-209 | Aracena - Hinojales - Cumbres Mayores                | M-314 | Isla Cristina - Ayamonte                   |
| M-210 | Alosno - Santa Bárbara                               | M-315 | Lepe - La Antilla - El Terrón              |
| M-211 | Villanueva De Los Castillejos - Santa Bárbara        | M-316 | Ayamonte - San Silvestre de Guzmán         |
| M-212 | Valverde Del Camino - El Cerro del Andévalo          | M-317 | San Silvestre                              |